# Garnedd Ugain
Garnedd Ugain, sovint conegut com pel nom de Crib-y-Ddysgl, és una muntanya piramidal de Gal·les que forma part del massís de Snowdon. És el segon cim més alt de Gal·les i es troba a poc menys d'un quilòmetre al nord del cim de Snowdon.
Forma part de la ruta Snowdon Horseshoe, enllaçada amb Crib Goch a través del coll de Bwlch Coch, i amb el cim de Snowdon a través del coll de Bwlch Glas. També està enllaçat amb Cwm Glas al nord-est a través d'una arete escarpada anomenada Clogwyn y Person, que s'uneix a la cresta principal de Crib y Ddysgl a uns 500 metres a l'est del cim.

## Nom
Tant a Garnedd Ugain com a Crib-y-Ddysgl apareixen als mapes de la zona de l'Arolwg Ordnans (servei cartogràfic del Regne Unit; anomenat en anglès Ordnance Survey). El nom de Crib-y-Ddysgl fa referència a la carena est mentre que el cim és Garnedd o Carnedd Ugain.
Crib-y-Ddysgl (que significa "Carena del plat" en gal·lès) és el nom utilitzat per Alan Dawson per a la llista del pic com a Hewitt.
Carnedd Ugain en gal·lès significa "Carena dels vint" (la forma Garnedd és el resultat d'una mutació suau). Aquest possiblement va rebre el nom de la legió romana amb seu a Caernarfon.
Les pàgines web del Club de Muntanyerisme Gal·lès suggereixen que el nom també podria ser una corrupció de "Carnedd Wgon", i així rebria el nom del príncep Wgon cantat per Dafydd ap Gwilym o possiblement pel poeta del segle XIII Gwgon Brydydd.